# Roberto Blandón
Roberto Blandón (8 de março de 1961) é um ator mexicano.

## Biografia
Estudou arte dramática e teatro no instituto de atuação de Andrés Soler, nos anos 80. Debutou em 1989 na telenovela Mi segunda madre, interpretando a Marcelo, um dos antagonistas da historia.
Em 1995 participa da novela María la del barrio como José María Cano um dos antagonistas e amante de Penélope (Ana Patricia Rojo). Nesse mesmo ano participa da telenovela Bajo un mismo rostro interpretando a Alejandro novamente um dos personagens antagônicos. 
Em 1996 realizou uma participação especial na telenovela Canción de amor. Depois participou da novela Mi querida Isabel, como Óscar, o vilão da historia. Esta foi sua última telenovela na Televisa. Em 1997 se integra ao cast da TV Azteca e participa da telenovela La chacala.
En 1999 participa da telenovela El candidato, interpretando a Adrián Cuevas, um antagonista. Em 2000 integra o elenco da telenovela Golpe bajo como Germán Santos, um dos antagonistas da historia.
Em 2001 trabalhou na novela Como en el cine, interpretando a Julio, um dos apaixonados pela protagonista.
Em 2003 retoma sua carreira na Televisa com um papel antagônico na telenovela Mariana de la noche como Iván Lugo. No ano seguinte participa da novela Mujer de madera.
Em 2009 trabalhou na produção de Juan Osorio, Mi pecado interpretando o pai da protagonista. Também fez uma participação em Camaleones.
Em 2012 participou da telenovela Un refugio para el amor, interpretando um dos vilões da história.
Em 2014 realizou uma participação especial na novela El color de la pasión, interpretando o pai de Daniela (Natalia Guerrero) e Nora (Ximena Romo).

## Filmografia

### Televisão
- Vencer el pasado (2021-2022) - Heriberto Cruz Núñez
- Quererlo todo (2020-2021) - Tirso Quintero
- Doña Flor y sus dos maridos (2019) - Óscar Hidalgo
- Sin tu mirada (2017-2018) - Dr. Quijano
- El vuelo de la victoria (2017) - Santiago Santibáñez y Calzada
- Mi adorable maldición (2017) - Severo Trujillo
- Simplemente María (2016) - Enrique Montesinos "El Conde"
- Antes muerta que Lichita (2015-2016) - Rafael de Toledo y Mondragón
- El color de la pasión (2014) - Alfredo Suárez
- Qué pobres tan ricos (2013-2014) - Adolfo Guirón
- La tempestad (2013) - Armando
- Un refugio para el amor (2012) - Maximino Torreslanda
- Llena de amor (2010) - Ricardo
- Hasta que el dinero nos separe (2009-2010)- Edgardo Regino "El coyote de las ventas"
- Camaleones (2009-2010) - Javier Saavedra Llamas
- Mi pecado (2009) - Paulino Córdoba
- Un gancho al corazón (2008-2009) - Óscar Cárdenas Villavicencio
- Al diablo con los guapos (2007-2008) - Domingo Echavarría
- Muchachitas como tú (2007) - Guillermo Sánchez-Zúñiga
- Código postal (2006-2007) - Raúl González de la Vega
- Sueños y caramelos (2005) - André San Martín
- Mujer de madera (2004-2005) - Marco Antonio Yáñez
- Mariana de la noche (2003-2004) - Ivan Lugo-Navarro
- Como en el cine (2001-2002) - Julio Escalante
- Golpe bajo (2000) - Germán Santos
- El candidato (1999) - Adrián Cuevas
- La chacala (1998) - David
- Mi querida Isabel (1996-1997) - Óscar
- Canción de amor (1996) - Javier
- Para toda la vida (1996) - Lorenzo
- La antorcha encendida (1986) - Félix Flores Alatorre
- María la del barrio (1995-1996) - José Maria "Amorzinho" Cano
- Bajo un mismo rostro (1995) - Alejandro Roldán
- De frente al sol (1992) - Eugenio Meléndez
- El abuelo y yo (1992) - Tiburcio
- La pícara soñadora (1991)
- Amor de nadie (1990-1991) - Carlos
- Cuando llega el amor (1989-1990) - Enrique
- Mi segunda madre (1989) - Marcelo
- Amor en silencio (1988)

### Séries
- Silvia, frente a ti (2019) - Luis Buñuel
- Renta congelada (2017) - Médico[5]
- Como dice el dicho (2016)
- Mujeres asesinas (2008)
  - Episódio: Jessica, tóxica – Luis Castillo
- Vecinos (2007)
- ¿Dónde está Rambo? (2007) - Executivo
- Mujer, casos de la vida real (1994)

### Cinema
- Por mis bigotes (2015)

### Teatro
- La jaula de las locas
- 12 hombres en pugna
- La indigación
- Los 7 ahorcados
- Canto verde
- José el soñador
- El Hombre de la Mancha
- El diluvio que viene
- Galileo Galilei
- La bella y la bestia
- Los miserables
- Como defraudar al gobierno
- Toc Toc
- El método Grönholm

## Prêmios

### Prêmio ACPT
| Ano  | Categoria               | Obra          | Resultado |
| ---- | ----------------------- | ------------- | --------- |
| 2008 | Melhor montagem de ator | Doce en Pugna | Venceu    |